# Coligação Democrática Unitária
A CDU – Coligação Democrática Unitária (PCP-PEV) é uma coligação de esquerda, formada pelo Partido Comunista Português (PCP) e pelo Partido Ecologista "Os Verdes" (PEV), incluindo normalmente nas suas listas membros da Associação de Intervenção Democrática (ID).
O seu símbolo consiste em dois quadrados: Quadrado esquerdo - Foice e martelo em cor vermelha; estrela de cinco pontas em cor branca delimitada a vermelho; fundo branco. Quadrado direito - Girassol com pétalas amarelas e coroa de cor castanha; fundo branco.
A CDU formou-se em 1987, com o nome de "Coligação Democrática Unitária" e a sigla (CDU), herdeira da Aliança Povo Unido (APU) que foi extinta devido a divergências entre os partidos que a formavam.
Concorreu a várias eleições entre 1987 e 1989 com a sigla (CDU), alterando-a então para (PCP-PEV).
Em 2009, alterou a sua designação para "CDU - Coligação Democrática Unitária" mantendo, no entanto, a sigla (PCP-PEV).

## Partidos constituintes
| Partidos/Movimentos | Partidos/Movimentos          | Líder              | Ideologia                       | Espectro                    |
| ------------------- | ---------------------------- | ------------------ | ------------------------------- | --------------------------- |
|                     | Partido Comunista Português  | Paulo Raimundo     | Comunismo e Marxismo-leninismo  | Esquerda a extrema-esquerda |
|                     | Partido Ecologista Os Verdes | Liderança coletiva | Ecossocialismo e Política verde | Esquerda                    |
|                     | Intervenção Democrática      | João Vicente       | Socialismo                      | Esquerda                    |

## Resultados eleitorais

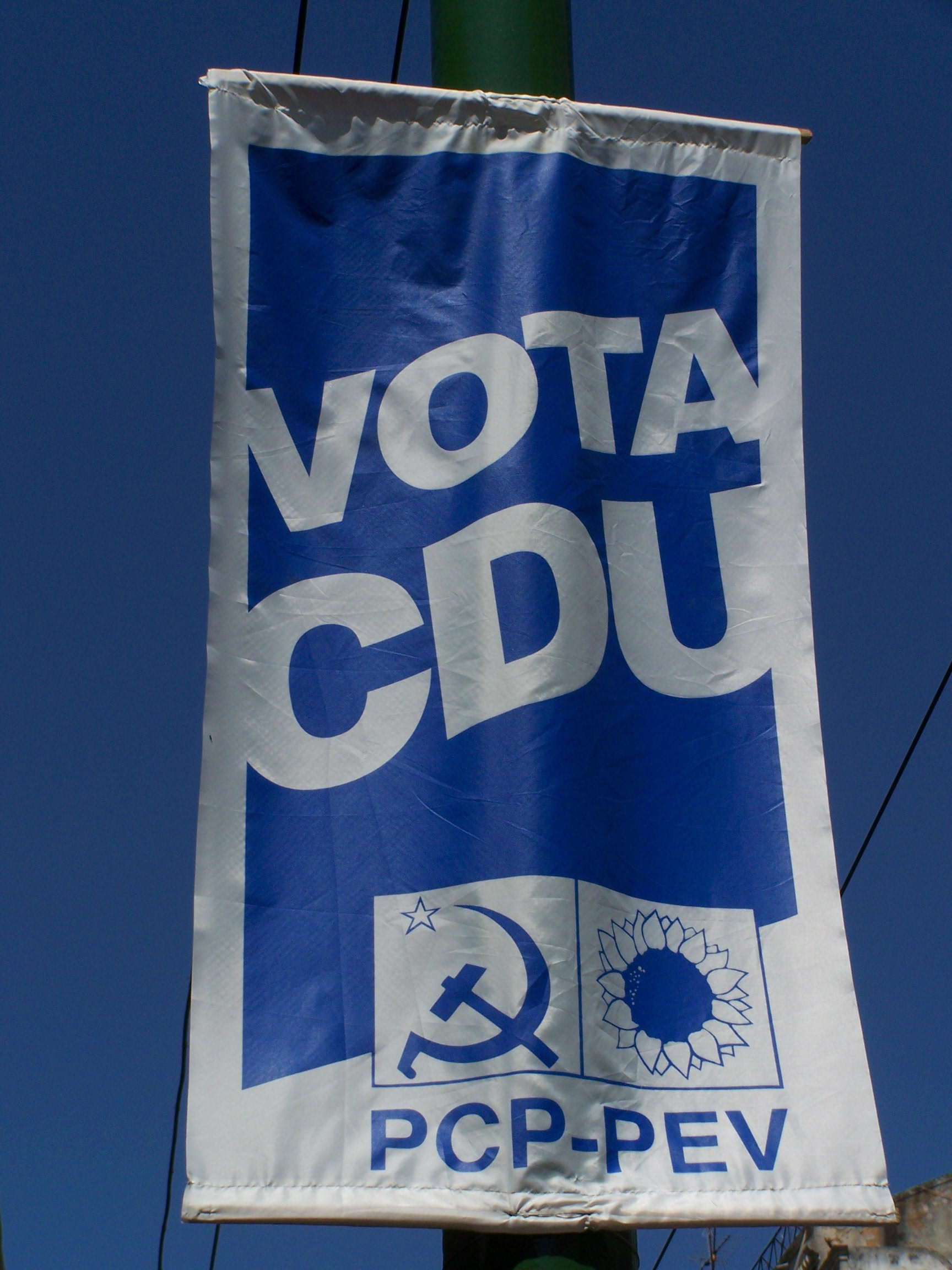
Campanha Eleitoral

### Eleições legislativas
| Data | Líderes           | Líderes          | Cl. | Votos   | %              | +/-  | Deputados | +/- | Status                                               |
| Data | PCP               | PEV              | Cl. | Votos   | %              | +/-  | Deputados | +/- | Status                                               |
| ---- | ----------------- | ---------------- | --- | ------- | -------------- | ---- | --------- | --- | ---------------------------------------------------- |
| 1987 | Álvaro Cunhal     | Herculano Pombo  | 3.º | 685 109 | 12,14 / 100,00 |      | 31 / 250  |     | Oposição                                             |
| 1991 | Álvaro Cunhal     | Isabel Castro    | 3.º | 501 840 | 8,80 / 100,00  | 3,34 | 17 / 230  | 14  | Oposição                                             |
| 1995 | Carlos Carvalhas  | Isabel Castro    | 4.º | 504 007 | 8,57 / 100,00  | 0,23 | 15 / 230  | 2   | Oposição                                             |
| 1999 | Carlos Carvalhas  | Isabel Castro    | 3.º | 483 716 | 8,99 / 100,00  | 0,42 | 17 / 230  | 2   | Oposição                                             |
| 2002 | Carlos Carvalhas  | Isabel Castro    | 4.º | 379 870 | 6,94 / 100,00  | 2,05 | 12 / 230  | 5   | Oposição                                             |
| 2005 | Jerónimo de Sousa | Heloísa Apolónia | 3.º | 433 369 | 7,54 / 100,00  | 0,60 | 14 / 230  | 2   | Oposição                                             |
| 2009 | Jerónimo de Sousa | Heloísa Apolónia | 5.º | 446 994 | 7,86 / 100,00  | 0,32 | 15 / 230  | 1   | Oposição                                             |
| 2011 | Jerónimo de Sousa | Heloísa Apolónia | 4.º | 441 852 | 7,91 / 100,00  | 0,05 | 16 / 230  | 1   | Oposição                                             |
| 2015 | Jerónimo de Sousa | Heloísa Apolónia | 4.º | 445 980 | 8,25 / 100,00  | 0,34 | 17 / 230  | 1   | Oposição (outubro-novembro de 2015)                  |
| 2015 | Jerónimo de Sousa | Heloísa Apolónia | 4.º | 445 980 | 8,25 / 100,00  | 0,34 | 17 / 230  | 1   | Apoio parlamentar (novembro de 2015-outubro de 2019) |
| 2019 | Jerónimo de Sousa | Heloísa Apolónia | 4.º | 332 473 | 6,33 / 100,00  | 1,94 | 12 / 230  | 5   | Oposição                                             |
| 2022 | Jerónimo de Sousa | Heloísa Apolónia | 6.º | 236 635 | 4,29 / 100,00  | 2,04 | 6 / 230   | 6   | Oposição                                             |
| 2024 | Paulo Raimundo    | Heloísa Apolónia | 6.º | 205 436 | 3,17 / 100,00  | 1,12 | 4 / 230   | 2   | Oposição                                             |
| 2025 | Paulo Raimundo    | Heloísa Apolónia | 6.º | 183 741 | 2,91 / 100,00  | 0,39 | 3 / 230   | 1   | Oposição                                             |

#### Listas eleitorais por círculo eleitoral e por partido
Partido Comunista Português      Partido Ecologista Os Verdes      Independente

##### 2022
| #   | Círculo eleitoral | Círculo eleitoral | Círculo eleitoral | Círculo eleitoral | Círculo eleitoral | Círculo eleitoral | Círculo eleitoral | Círculo eleitoral | Círculo eleitoral | Círculo eleitoral | Círculo eleitoral | Círculo eleitoral | Círculo eleitoral | Círculo eleitoral | Círculo eleitoral | Círculo eleitoral | Círculo eleitoral | Círculo eleitoral | Círculo eleitoral | Círculo eleitoral | Círculo eleitoral | Círculo eleitoral |
| #   | Aç                | Av                | Bj                | Bg                | Bç                | CB                | Cª                | Év                | Fº                | Gª                | Lr                | Lx                | Mª                | Pa                | Pº                | Sr                | Sb                | VC                | VR                | Vs                | Eu                | Mu                |
| --- | ----------------- | ----------------- | ----------------- | ----------------- | ----------------- | ----------------- | ----------------- | ----------------- | ----------------- | ----------------- | ----------------- | ----------------- | ----------------- | ----------------- | ----------------- | ----------------- | ----------------- | ----------------- | ----------------- | ----------------- | ----------------- | ----------------- |
| 1º  |                   |                   |                   |                   |                   |                   |                   |                   |                   |                   |                   |                   |                   |                   |                   |                   |                   |                   |                   |                   |                   |                   |
| 2º  |                   |                   |                   |                   |                   |                   |                   |                   |                   |                   |                   |                   |                   |                   |                   |                   |                   |                   |                   |                   |                   |                   |
| 3º  |                   |                   |                   |                   |                   |                   |                   |                   |                   |                   |                   |                   |                   |                   |                   |                   |                   |                   |                   |                   |                   |                   |
| 4º  |                   |                   |                   |                   |                   |                   |                   |                   |                   |                   |                   |                   |                   |                   |                   |                   |                   |                   |                   |                   |                   |                   |
| 5º  |                   |                   |                   |                   |                   |                   |                   |                   |                   |                   |                   |                   |                   |                   |                   |                   |                   |                   |                   |                   |                   |                   |
| 6º  |                   |                   |                   |                   |                   |                   |                   |                   |                   |                   |                   |                   |                   |                   |                   |                   |                   |                   |                   |                   |                   |                   |
| 7º  |                   |                   |                   |                   |                   |                   |                   |                   |                   |                   |                   |                   |                   |                   |                   |                   |                   |                   |                   |                   |                   |                   |
| 8º  |                   |                   |                   |                   |                   |                   |                   |                   |                   |                   |                   |                   |                   |                   |                   |                   |                   |                   |                   |                   |                   |                   |
| 9º  |                   |                   |                   |                   |                   |                   |                   |                   |                   |                   |                   |                   |                   |                   |                   |                   |                   |                   |                   |                   |                   |                   |
| 10º |                   |                   |                   |                   |                   |                   |                   |                   |                   |                   |                   |                   |                   |                   |                   |                   |                   |                   |                   |                   |                   |                   |
| 11º |                   |                   |                   |                   |                   |                   |                   |                   |                   |                   |                   |                   |                   |                   |                   |                   |                   |                   |                   |                   |                   |                   |
| 12º |                   |                   |                   |                   |                   |                   |                   |                   |                   |                   |                   |                   |                   |                   |                   |                   |                   |                   |                   |                   |                   |                   |
| 13º |                   |                   |                   |                   |                   |                   |                   |                   |                   |                   |                   |                   |                   |                   |                   |                   |                   |                   |                   |                   |                   |                   |
| 14º |                   |                   |                   |                   |                   |                   |                   |                   |                   |                   |                   |                   |                   |                   |                   |                   |                   |                   |                   |                   |                   |                   |
| 15º |                   |                   |                   |                   |                   |                   |                   |                   |                   |                   |                   |                   |                   |                   |                   |                   |                   |                   |                   |                   |                   |                   |
| 16º |                   |                   |                   |                   |                   |                   |                   |                   |                   |                   |                   |                   |                   |                   |                   |                   |                   |                   |                   |                   |                   |                   |
| 17º |                   |                   |                   |                   |                   |                   |                   |                   |                   |                   |                   |                   |                   |                   |                   |                   |                   |                   |                   |                   |                   |                   |
| 18º |                   |                   |                   |                   |                   |                   |                   |                   |                   |                   |                   |                   |                   |                   |                   |                   |                   |                   |                   |                   |                   |                   |
| 19º |                   |                   |                   |                   |                   |                   |                   |                   |                   |                   |                   |                   |                   |                   |                   |                   |                   |                   |                   |                   |                   |                   |
| 20º |                   |                   |                   |                   |                   |                   |                   |                   |                   |                   |                   |                   |                   |                   |                   |                   |                   |                   |                   |                   |                   |                   |
| 21º |                   |                   |                   |                   |                   |                   |                   |                   |                   |                   |                   |                   |                   |                   |                   |                   |                   |                   |                   |                   |                   |                   |
| 22º |                   |                   |                   |                   |                   |                   |                   |                   |                   |                   |                   |                   |                   |                   |                   |                   |                   |                   |                   |                   |                   |                   |
| 23º |                   |                   |                   |                   |                   |                   |                   |                   |                   |                   |                   |                   |                   |                   |                   |                   |                   |                   |                   |                   |                   |                   |
| 24º |                   |                   |                   |                   |                   |                   |                   |                   |                   |                   |                   |                   |                   |                   |                   |                   |                   |                   |                   |                   |                   |                   |
| 25º |                   |                   |                   |                   |                   |                   |                   |                   |                   |                   |                   |                   |                   |                   |                   |                   |                   |                   |                   |                   |                   |                   |
| 26º |                   |                   |                   |                   |                   |                   |                   |                   |                   |                   |                   |                   |                   |                   |                   |                   |                   |                   |                   |                   |                   |                   |
| 27º |                   |                   |                   |                   |                   |                   |                   |                   |                   |                   |                   |                   |                   |                   |                   |                   |                   |                   |                   |                   |                   |                   |
| 28º |                   |                   |                   |                   |                   |                   |                   |                   |                   |                   |                   |                   |                   |                   |                   |                   |                   |                   |                   |                   |                   |                   |
| 29º |                   |                   |                   |                   |                   |                   |                   |                   |                   |                   |                   |                   |                   |                   |                   |                   |                   |                   |                   |                   |                   |                   |
| 30º |                   |                   |                   |                   |                   |                   |                   |                   |                   |                   |                   |                   |                   |                   |                   |                   |                   |                   |                   |                   |                   |                   |
| 31º |                   |                   |                   |                   |                   |                   |                   |                   |                   |                   |                   |                   |                   |                   |                   |                   |                   |                   |                   |                   |                   |                   |
| 32º |                   |                   |                   |                   |                   |                   |                   |                   |                   |                   |                   |                   |                   |                   |                   |                   |                   |                   |                   |                   |                   |                   |
| 33º |                   |                   |                   |                   |                   |                   |                   |                   |                   |                   |                   |                   |                   |                   |                   |                   |                   |                   |                   |                   |                   |                   |
| 34º |                   |                   |                   |                   |                   |                   |                   |                   |                   |                   |                   |                   |                   |                   |                   |                   |                   |                   |                   |                   |                   |                   |
| 35º |                   |                   |                   |                   |                   |                   |                   |                   |                   |                   |                   |                   |                   |                   |                   |                   |                   |                   |                   |                   |                   |                   |
| 36º |                   |                   |                   |                   |                   |                   |                   |                   |                   |                   |                   |                   |                   |                   |                   |                   |                   |                   |                   |                   |                   |                   |
| 37º |                   |                   |                   |                   |                   |                   |                   |                   |                   |                   |                   |                   |                   |                   |                   |                   |                   |                   |                   |                   |                   |                   |
| 38º |                   |                   |                   |                   |                   |                   |                   |                   |                   |                   |                   |                   |                   |                   |                   |                   |                   |                   |                   |                   |                   |                   |
| 39º |                   |                   |                   |                   |                   |                   |                   |                   |                   |                   |                   |                   |                   |                   |                   |                   |                   |                   |                   |                   |                   |                   |
| 40º |                   |                   |                   |                   |                   |                   |                   |                   |                   |                   |                   |                   |                   |                   |                   |                   |                   |                   |                   |                   |                   |                   |
| 41º |                   |                   |                   |                   |                   |                   |                   |                   |                   |                   |                   |                   |                   |                   |                   |                   |                   |                   |                   |                   |                   |                   |
| 42º |                   |                   |                   |                   |                   |                   |                   |                   |                   |                   |                   |                   |                   |                   |                   |                   |                   |                   |                   |                   |                   |                   |
| 43º |                   |                   |                   |                   |                   |                   |                   |                   |                   |                   |                   |                   |                   |                   |                   |                   |                   |                   |                   |                   |                   |                   |
| 44º |                   |                   |                   |                   |                   |                   |                   |                   |                   |                   |                   |                   |                   |                   |                   |                   |                   |                   |                   |                   |                   |                   |
| 45º |                   |                   |                   |                   |                   |                   |                   |                   |                   |                   |                   |                   |                   |                   |                   |                   |                   |                   |                   |                   |                   |                   |
| 46º |                   |                   |                   |                   |                   |                   |                   |                   |                   |                   |                   |                   |                   |                   |                   |                   |                   |                   |                   |                   |                   |                   |
| 47º |                   |                   |                   |                   |                   |                   |                   |                   |                   |                   |                   |                   |                   |                   |                   |                   |                   |                   |                   |                   |                   |                   |
| 48º |                   |                   |                   |                   |                   |                   |                   |                   |                   |                   |                   |                   |                   |                   |                   |                   |                   |                   |                   |                   |                   |                   |

### Eleições europeias
| Data | Cabeça de Lista  | Cl. | Votos   | %              | +/-  | Deputados | +/-     |
| ---- | ---------------- | --- | ------- | -------------- | ---- | --------- | ------- |
| 1987 | Ângelo Veloso    | 4.º | 646 640 | 11,50 / 100,00 |      | 3 / 24    |         |
| 1989 | Carlos Carvalhas | 3.º | 594 961 | 14,40 / 100,00 | 2,90 | 4 / 24    | 1       |
| 1994 | Luís de Sá       | 4.º | 339 283 | 11,19 / 100,00 | 3,21 | 3 / 25    | 1       |
| 1999 | Ilda Figueiredo  | 3.º | 357 575 | 10,32 / 100,00 | 0,87 | 2 / 25    | 1       |
| 2004 | Ilda Figueiredo  | 3.º | 309 406 | 9,09 / 100,00  | 1,23 | 2 / 24    | Estável |
| 2009 | Ilda Figueiredo  | 4.º | 379 787 | 10,64 / 100,00 | 1,55 | 2 / 22    | Estável |
| 2014 | João Ferreira    | 3.º | 416 446 | 12,68 / 100,00 | 2,04 | 3 / 21    | 1       |
| 2019 | João Ferreira    | 4.º | 228 156 | 6,88 / 100,00  | 5,80 | 2 / 21    | 1       |
| 2024 | João Oliveira    | 6.º | 162 630 | 4,12 / 100,00  | 2,76 | 1 / 21    | 1       |

### Eleições autárquicas
| Data | Cl. | Votos   | %              | +/-  | Presidentes CM | +/- | Vereadores  | +/- |
| ---- | --- | ------- | -------------- | ---- | -------------- | --- | ----------- | --- |
| 1989 | 3.º | 633 682 | 12,81 / 100,00 |      | 50 / 305       |     | 253 / 1 997 |     |
| 1993 | 3.º | 689 928 | 12,76 / 100,00 | 0,05 | 49 / 305       | 1   | 246 / 2 006 | 7   |
| 1997 | 3.º | 643 956 | 12,01 / 100,00 | 0,75 | 41 / 305       | 8   | 236 / 2 021 | 10  |
| 2001 | 3.º | 557 481 | 10,61 / 100,00 | 1,40 | 28 / 308       | 13  | 199 / 2 044 | 37  |
| 2005 | 3.º | 590 598 | 10,96 / 100,00 | 0,35 | 32 / 308       | 4   | 203 / 2 046 | 4   |
| 2009 | 3.º | 539 694 | 9,75 / 100,00  | 1,21 | 28 / 308       | 4   | 174 / 2 078 | 29  |
| 2013 | 3.º | 552 690 | 11,06 / 100,00 | 1,31 | 34 / 308       | 6   | 213 / 2 086 | 39  |
| 2017 | 3.º | 489 189 | 9,46 / 100,00  | 1,60 | 24 / 308       | 10  | 171 / 2 074 | 42  |
| 2021 | 3.º | 410 666 | 8,21 / 100,00  | 1,25 | 19 / 308       | 5   | 112 / 2 074 | 59  |

### Eleições regionais

#### Região Autónoma dos Açores
| Data | CI. | Votos | %             | +/-  | Deputados | +/-     | Status            |
| ---- | --- | ----- | ------------- | ---- | --------- | ------- | ----------------- |
| 1988 | 4.º | 4 053 | 3,82 / 100,00 |      | 1 / 51    |         | Oposição          |
| 1992 | 4.º | 2 626 | 2,30 / 100,00 | 1,52 | 1 / 51    | Estável | Oposição          |
| 1996 | 4.º | 3 940 | 3,48 / 100,00 | 1,18 | 1 / 52    | Estável | Oposição          |
| 2000 | 4.º | 4 856 | 4,83 / 100,00 | 1,35 | 2 / 52    | 1       | Oposição          |
| 2004 | 3.º | 2 942 | 2,79 / 100,00 | 2,04 | 0 / 52    | 2       | Extra-parlamentar |
| 2008 | 5.º | 2 829 | 3,14 / 100,00 | 0,35 | 1 / 57    | 1       | Oposição          |
| 2012 | 5.º | 2 045 | 1,90 / 100,00 | 1,24 | 1 / 57    | Estável | Oposição          |
| 2016 | 5.º | 2 431 | 2,61 / 100,00 | 0,91 | 1 / 57    | Estável | Oposição          |
| 2020 | 9.º | 1 745 | 1,68 / 100,00 | 0,93 | 0 / 57    | Estável | Extra-parlamentar |
| 2024 | 7.º | 1 823 | 1,58 / 100,00 | 0,10 | 0 / 57    | Estável | Extra-parlamentar |

#### Região Autónoma da Madeira
| Data | CI. | Votos | %             | +/-  | Deputados | +/-     | Status            |
| ---- | --- | ----- | ------------- | ---- | --------- | ------- | ----------------- |
| 1988 | 5.º | 2 549 | 2,03 / 100,00 |      | 0 / 53    |         | Extra-parlamentar |
| 1992 | 5.º | 3 868 | 2,96 / 100,00 | 0,93 | 1 / 57    | 1       | Oposição          |
| 1996 | 4.º | 5 495 | 4,04 / 100,00 | 1,08 | 2 / 59    | 1       | Oposição          |
| 2000 | 5.º | 6 015 | 4,64 / 100,00 | 0,60 | 2 / 61    | Estável | Oposição          |
| 2004 | 4.º | 7 590 | 5,51 / 100,00 | 0,87 | 2 / 68    | Estável | Oposição          |
| 2007 | 3.º | 7 650 | 5,44 / 100,00 | 0,07 | 2 / 47    | Estável | Oposição          |
| 2011 | 5.º | 5 546 | 3,76 / 100,00 | 1,68 | 1 / 47    | 1       | Oposição          |
| 2015 | 5.º | 7 082 | 5,54 / 100,00 | 1,78 | 2 / 47    | 1       | Oposição          |
| 2019 | 5.º | 2 577 | 1,80 / 100,00 | 3,74 | 1 / 47    | 1       | Oposição          |
| 2023 | 5.º | 3 677 | 2,72 / 100,00 | 0,92 | 1 / 47    | Estável | Oposição          |
| 2024 | 8.º | 2 217 | 1,63 / 100,00 | 1,09 | 0 / 47    | 1       | Extra-parlamentar |

(fonte: Comissão Nacional de Eleições)

## Símbolos

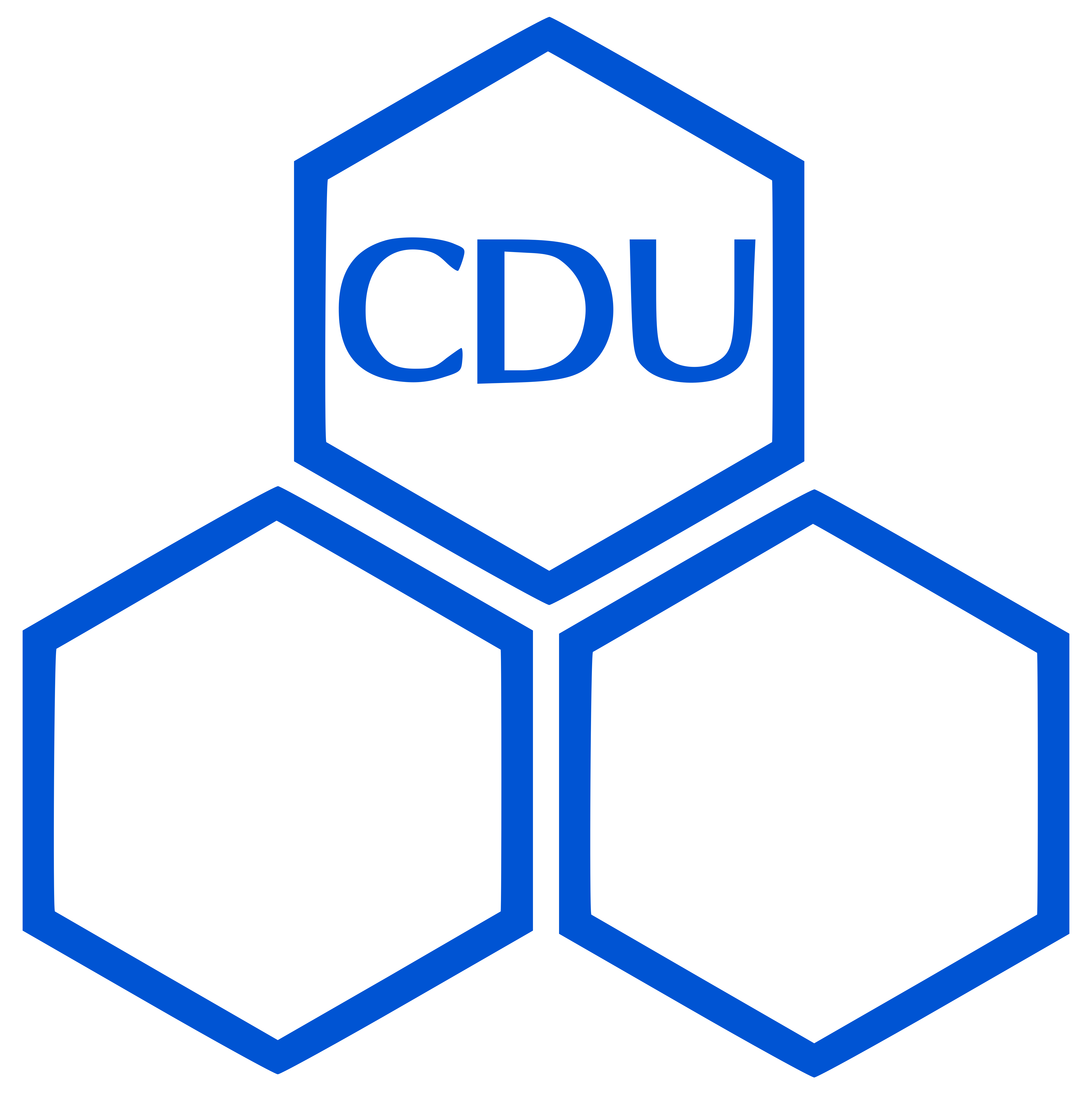
Símbolo da coligação em 1987
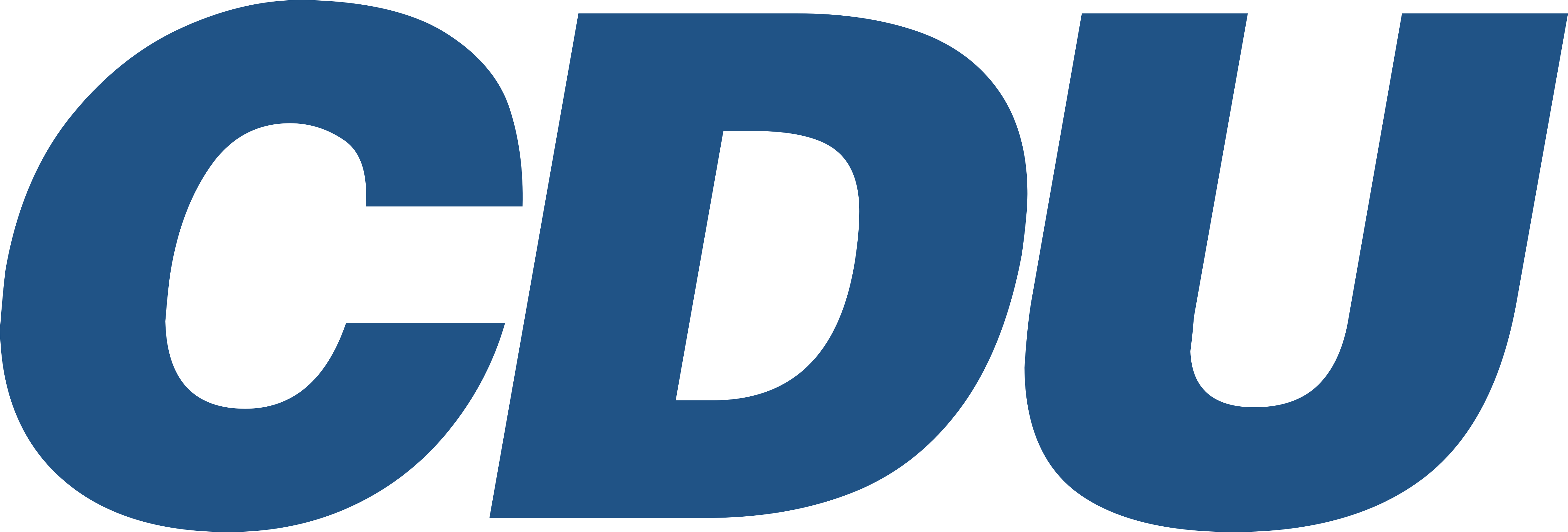
Símbolo da coligação (apenas letras)
Símbolo e sigla atuais da coligação

Símbolo do Partido Comunista Português
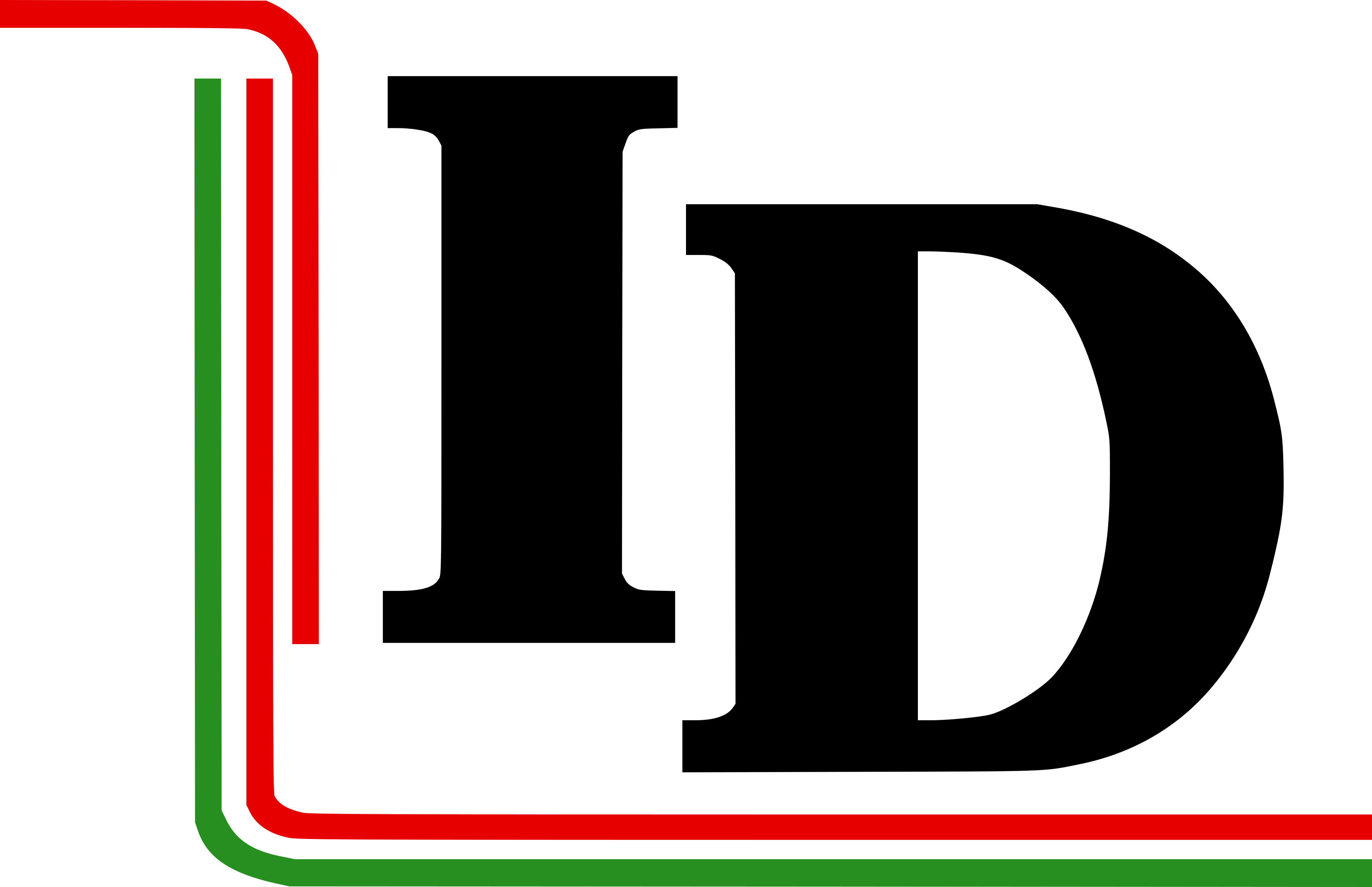
Símbolo da Intervenção Democrática